# 川瀨浩太
川瀨浩太（1992年11月8日—），日本足球運動員，司職中後衛，現效力香港超級足球聯賽球隊冠忠南區。

## 球員生涯
川瀨浩太來自北海道，於拓殖大學畢業後曾在澳洲、菲律賓及馬來西亞落班。
2019年1月21日，川瀨浩太加盟港超聯球會夢想FC。季中加盟的他合共上陣8場，取得兩個入球。 
2019年6月26日，川瀨浩太轉會到冠忠南區。
2020年4月28日，南區宣布與川瀨浩太續約。

## 個人生活
2024年5月29日，其寫真女星妻子渡邊未優為其誕下一女。

## 榮譽
冠忠南區
- 香港菁英盃冠軍（2022–23, 2024–25）

## 球場以外
川瀨浩太在香港不時有廣告拍攝的工作，他又曾擔任張敬軒歌曲《見或不見》MV男主角。

## 外部連結
- HKFA （页面存档备份，存于）
- 川瀨浩太的Facebook專頁
- 川瀨浩太的Instagram帳戶
- Soccerway資料庫：川瀨浩太
- SportsTG Profile